# 塔拉夏
塔拉夏（羅馬化：Tarashcha）是乌克兰基輔州白采爾克瓦區塔拉夏市镇内的城市及该市镇的行政中心，2020年7月18日前为塔拉夏區的行政中心。該市距離首都基輔97公里，始建於1709年，面積36.96平方公里，海拔高度189米，2022年人口数量为9,689人。

## 当地名人
- 阿纳托利·亚历山德罗夫：苏联至俄罗斯时期的物理学家，苏共党员，三次获得社会主义劳动英雄称号。

## 图集

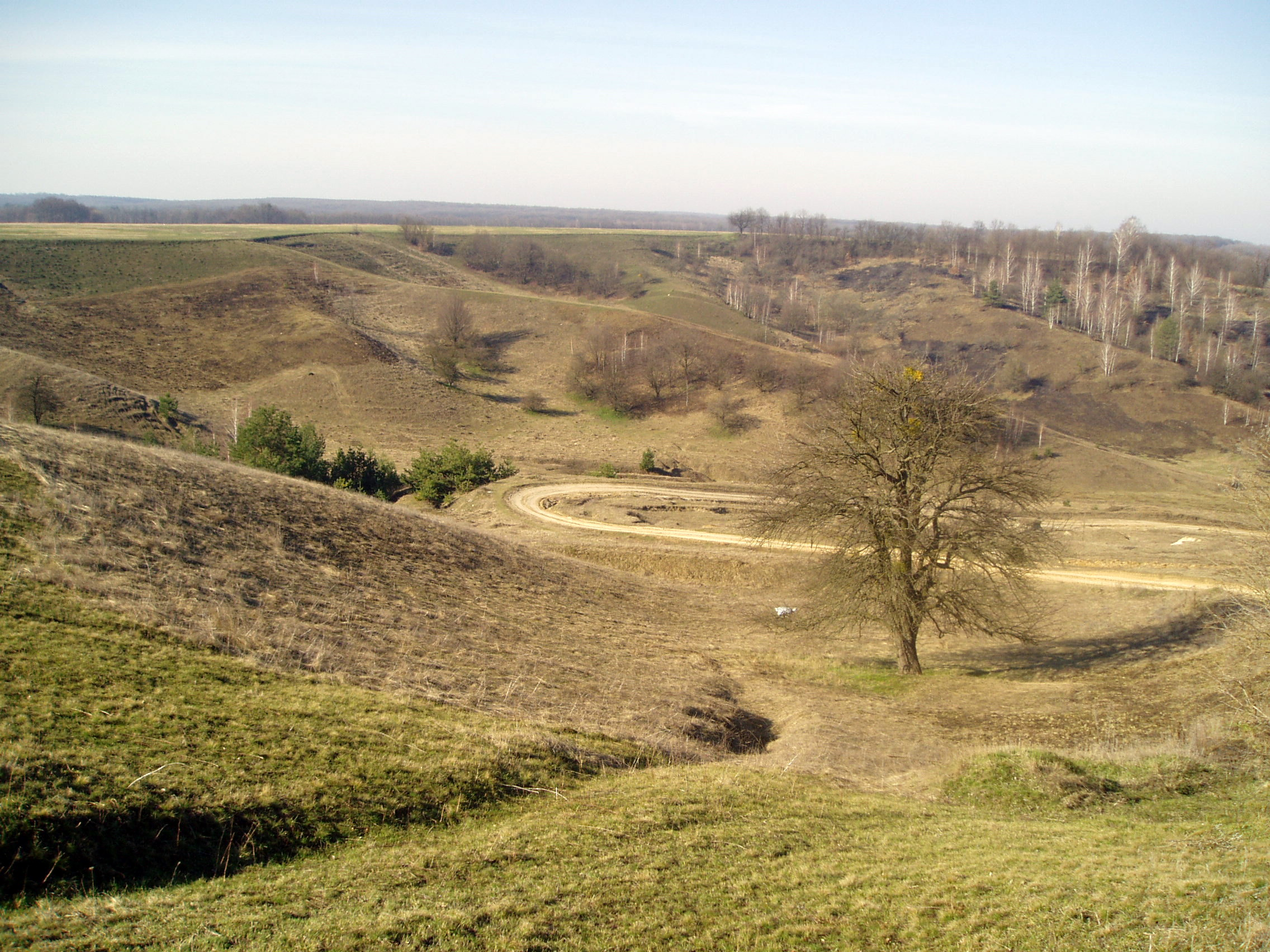
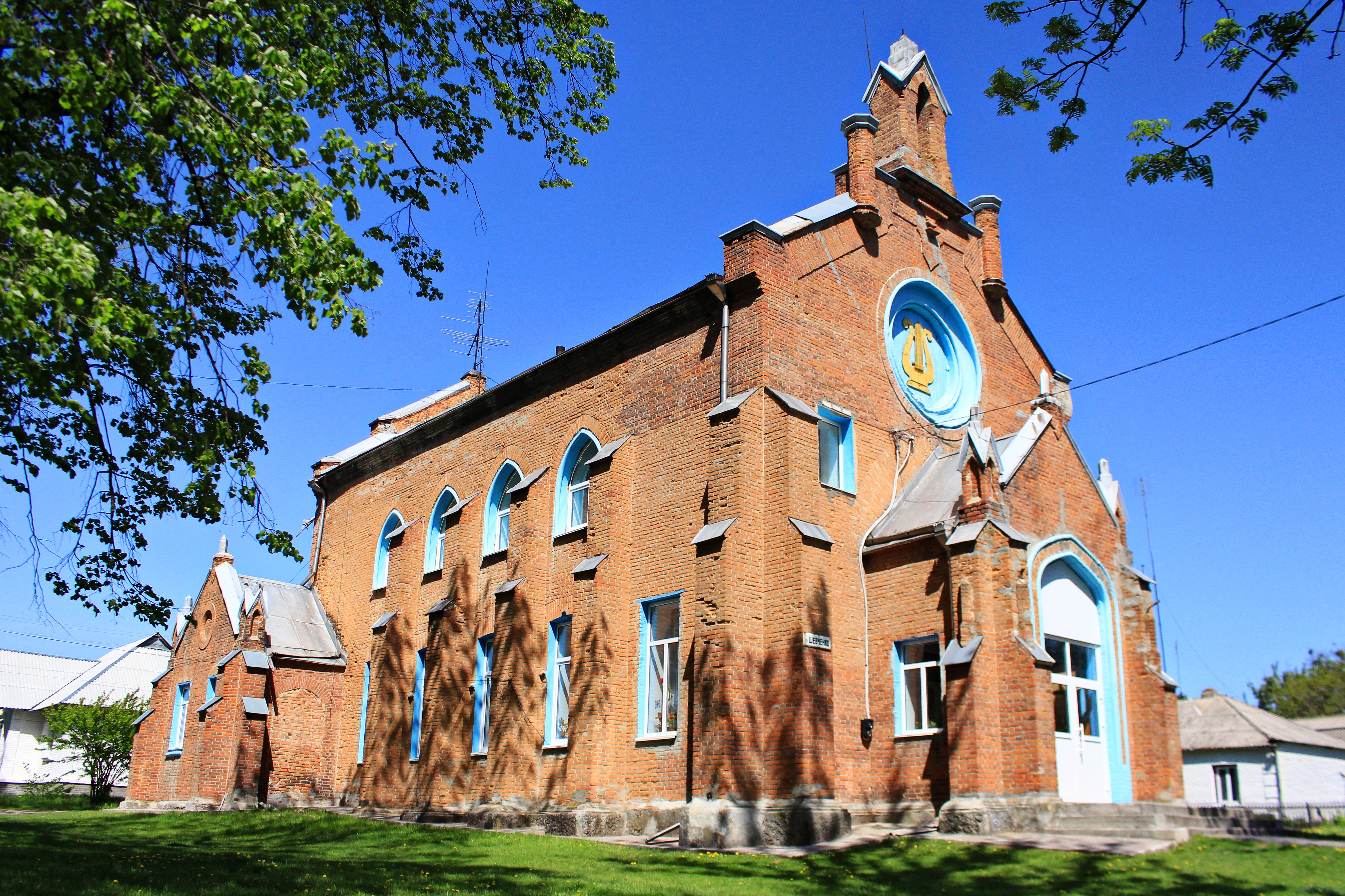
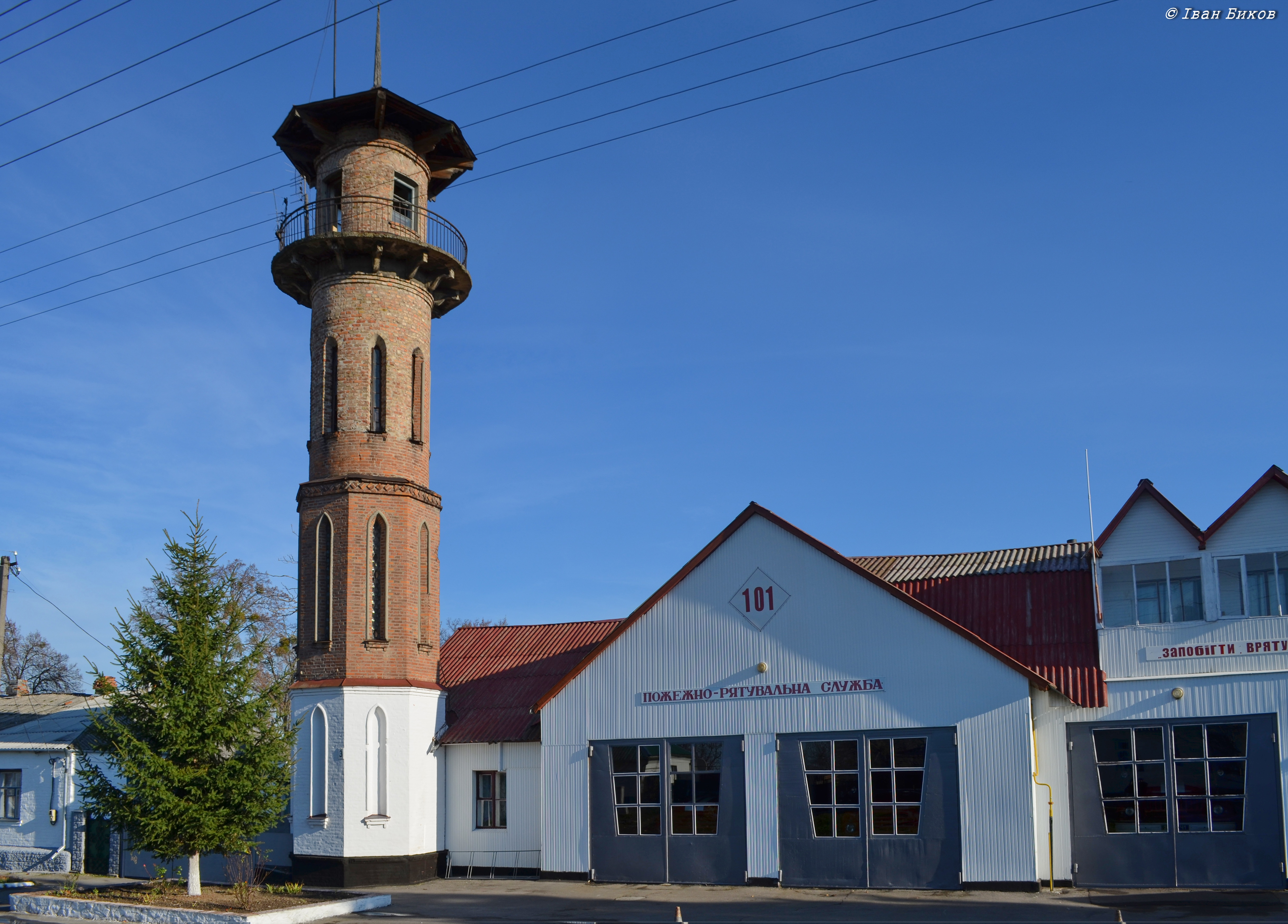